# Thais Bilenky
Thais Bilenky é uma jornalista brasileira conhecida por seu trabalho no jornalismo político. Foi correspondente internacional da Folha de S.Paulo em Nova York, repórter da revista Piauí e apresentadora do podcast Foro de Teresina. Criou os podcasts Alexandre e Lira: os Atalhos do Poder. Atualmente, é colunista do UOL e apresentadora do podcast A Hora, com José Roberto de Toledo.
Formou-se pela Universidade de São Paulo.